# Nemčiňany
Nemčiňany é um município da Eslováquia, situado no distrito de Zlaté Moravce, na região de Nitra. Tem 15,68 km² de área e sua população em 2018 foi estimada em 676 habitantes.

## Demografia
| Ano:        | 1994 | 2004   | 2014   | 2024   |
| ----------- | ---- | ------ | ------ | ------ |
| Broj ljudi: | 809  | 760    | 692    | 662    |
| Razlika:    |      | -6,05% | -8,94% | -4,33% |

| Ano:               | 2023 | 2024   |
| ------------------ | ---- | ------ |
| Número de pessoas: | 657  | 662    |
| Diferença:         |      | +0,76% |